# 염화제이철 반응
염화제이철 반응(영어: ferric chloride test)은 주어진 샘플 또는 식물 추출물의 자연 발생 페놀과 같은 화합물에서 페놀류를 검출하는 데 사용된다. 엔올, 하이드록사민산, 옥심 및 설폰산도 양성 반응을 나타낸다. 브로민 반응은 결과를 확인하는 데 유용하지만, NMR이나 적외선 분광법과 같은 현대의 분광 기술이 물질의 정체를 확인하는 데 훨씬 우수하다. 총 페놀의 양은 폴린-시오칼토 분석에 의해 분광학적으로 결정될 수 있다.

## 기술
샘플은 물과 에탄올의 혼합물에 용해되며, 희석액을 첨가한 중성 염화제이철(FeCl3) 용액 몇 방울을 떨어뜨려 제조된다. 영구적인 갈색 ppt가 형성될 때까지 혼합물에 수산화나트륨을 첨가한다. 빨간색, 파란색, 초록색 또는 자주색이 나타난다면 페놀이 존재한다는 것을 의미한다. 샘플이 물에 녹지 않는 경우 소량의 피리딘과 함께 다이클로로메테인에 용해 될 수 있다.

## 화학
페놀은 제이철 이온과 복합체를 형성한다. 이 복합체는 페놀의 특성에 따라 파란색, 초록색 또는 빨간색까지 다양하고 강렬한 색상을 갖는다. 다음은 페놀 그 자체를 사용하는 예이다.
6 PhOH + Fe3+ → [Fe(OPh)6]3–

## 같이 보기
- 총 페놀 측정을 위한 유사한 테스트인 프러시안 블루 분석